# Cupido chromia
Cupido chromia är en fjärilsart som beskrevs av Druce 1891. Cupido chromia ingår i släktet Cupido och familjen juvelvingar. Inga underarter finns listade i Catalogue of Life.